# Wanops coecus
Wanops coecus is een spinnensoort in de taxonomische indeling van de Dwergcelspinnen (Oonopidae).
Het dier behoort tot het geslacht Wanops. De wetenschappelijke naam van de soort werd voor het eerst geldig gepubliceerd in 1938 door Ralph Vary Chamberlin & Ivie.